# Brittain River
Brittain River är ett vattendrag i Kanada.   Det ligger i Sunshine Coast Regional District och provinsen British Columbia, i den sydvästra delen av landet, 3 600 km väster om huvudstaden Ottawa.
Runt Brittain River är det mycket glesbefolkat, med 3 invånare per kvadratkilometer.